# 北山愛郎
北山 愛郎（きたやま あいろう、1905年7月16日 - 2002年2月22日）は、日本の政治家。元日本社会党衆議院議員。

## 来歴・人物
岩手県花巻市生まれ。盛岡中学と東京帝国大学で学び、中国へ渡って貿易統制機関で働く。戦後引き揚げて社会党結成に参加し、1947年まで花巻町長を2期務める。1953年の衆院選に岩手2区から左派社会党公認で出馬、当選して1983年の衆院選で落選するまで通算10期務める。
この間、党政策審議会長（1970年 - 1972年）・党中央執行副委員長（1978年 - 1981年）を歴任。国民服（中国の人民服）で国会に登壇したり、政界を退いた後もミニコミ紙を発行して政治評論活動を続けるなど、独特の活動を行っていた。
2002年2月22日、老衰により東京都内の病院にて死去。享年96。

## 著書
- 『日本社会党綱領文献集』日本社会党機関紙局、1978年。勝間田清一との共同監修

## 親族
- 妻：北山キヨ - 花巻市教育委員[3]